# Frauke Untiedt
Frauke Untiedt (* 1971 in Neumünster) ist eine deutsche Bibliothekarin und seit September 2019 Leiterin der Hamburger Öffentlichen Bücherhallen.
Nach dem Studium des Bibliotheks- und Dokumentationswesens an der Fachhochschule Köln arbeitete sie zunächst am Hochschulbibliothekszentrum des Landes Nordrhein-Westfalen und den Stadtbüchereien Düsseldorf. Im November 2007 wechselte sie als Leiterin der Abteilung Naturwissenschaft und Technik zu den Hamburger Bücherhallen. 2010 übernahm sie die Leitung der zentralen Bibliotheksdienste, 2017 auch die der Zentralbibliothek Hühnerposten.
Untiedt gilt als überregional ausgewiesene Expertin u. a. für die Digitalisierung des Bibliothekswesens. Sie ist Vorsitzende des Landesverbandes Hamburg des Deutschen Bibliotheksverbandes (dbv) und Mitglied im Bundesvorstand des Deutschen Bibliotheksverbandes (dbv).